# Allopauropus hylaios
Allopauropus hylaios är en mångfotingart som beskrevs av Ulf Scheller 1997. Allopauropus hylaios ingår i släktet småfåfotingar, och familjen fåfotingar. Inga underarter finns listade i Catalogue of Life.